# Loes Adegeest
Loes Adegeest (Wageningen, 7 augustus 1996) is een Nederlandse wielrenster en voormalig schaatsster die sinds 2023 voor de Franse wielerploeg FDJ-Suez rijdt.

## Wielrennen
In 2017 werd ze als wielrenster tweede in de Omloop van de IJsseldelta. In 2019 werd ze derde. Op de baan behaalde ze in 2017 en 2018 een tweede plek op het NK achtervolging, achter Amy Pieters. 
In juni 2021 won Adegeest in Emmen het NK tijdrijden voor elitevrouwen zonder contract en op 30 oktober van hetzelfde jaar het NK voor elitevrouwen zonder contract op de weg, op de Vamberg. Dat jaar won ze op 31 juli ook de Grote Prijs Vermarc in Leefdaal, België. In de Ierse vijfdaagse Rás na mBan eindigde ze in september als derde, met een zege in de 2e etappe. Vlak daarna zet ze een open sollicitatie op Twitter. De Iers-Belgische ploeg Illi Bikes CT hapt toe.
Op 26 februari 2022 won Adegeest het UCI cycling eSports wereldkampioenschap, virtueel verreden in het New Yorkse Central Park, in haar huiskamer in Deventer. In juni 2022 won Adegeest het bergklassement in de Lotto Belgium Tour en in juli het criterium Daags na de Tour. In september 2022 won ze de 3e etappe van de Tour de l'Ardèche en veroverde daarmee de leiderstrui. Vanaf 2023 rijdt ze voor de Franse ploeg FDJ-Suez.
In januari 2023 won ze haar eerste UCI Women's World Tour wedstrijd in Australië, de Cadel Evans Great Ocean Road Race. Ze won ook de bergprijs tijdens die race. Op 18 februari werd ze opnieuw wereldkampioen eSports. In september kwam ze met de Nederlandse gemengde estafetteploeg slechts twee seconden tekort voor een podiumplek tijdens de Europese kampioenschappen.

### Palmares
2021
Nederlands kampioen tijdrijden, elite zonder contract
Nederlands kampioen op de weg, elite zonder contract
2e etappe Rás na mBan
2022
Winnaar Esports World Championships
Bergklassement Lotto Belgium Tour
Daags na de Tour
3e etappe Tour de l'Ardèche
2023
Cadel Evans Great Ocean Road Race
Bergtrui Cadel Evans Great Ocean Road Race
Winnaar Esports World Championships
Bergklassement Ronde van Romandië
2025
3e etappa Ronde van Catalonië

### Resultaten in voornaamste wedstrijden
| Jaar | Ronde van Italië | Ronde van Frankrijk | Ronde van Spanje |
| ---- | ---------------- | ------------------- | ---------------- |
| 2018 |                  |                     |                  |
| 2019 |                  |                     |                  |
| 2020 |                  |                     |                  |
| 2021 |                  |                     |                  |
| 2022 |                  |                     |                  |
| 2023 |                  | opgave              | 14e              |
| 2024 | 62e              | 53e                 | 14e              |
| 2025 | opgave           |                     |                  |

| Jaar | Milaan-San Remo | Gent-Wevelgem | Ronde van Vlaanderen | Amstel Gold Race | Luik-Bast.‑Luik | Ronde van Drenthe | Brabantse Pijl | Waalse Pijl |  | WK op de weg |
| ---- | --------------- | ------------- | -------------------- | ---------------- | --------------- | ----------------- | -------------- | ----------- |  | ------------ |
| 2018 |                 |               |                      |                  |                 | opgave            |                |             |  |              |
| 2019 |                 |               |                      |                  |                 |                   | opgave         | opgave      |  |              |
| 2020 |                 |               |                      |                  |                 |                   |                |             |  |              |
| 2021 |                 |               |                      |                  |                 |                   |                |             |  |              |
| 2022 |                 |               |                      |                  |                 | 29e               | 12e            |             |  |              |
| 2023 |                 |               | 26e                  | 24e              |                 | 53e               |                | 28e         |  | 45e          |
| 2024 |                 |               | 16e                  | 85e              | opgave          |                   | 25e            | opgave      |  |              |
| 2025 | 38e             | 81e           |                      |                  |                 |                   |                |             |  |              |

### Ploegen
- 2019 -  Parkhotel Valkenburg
- 2022 -  IBTC
- 2023 -  FDJ-Suez
- 2024 -  FDJ-Suez
- 2025 -  FDJ-Suez

## Schaatsen
In 2016 won Adegeest met Femke Markus en Esther Kiel de ploegenachtervolging op de wereldkampioenschappen schaatsen junioren. In 2018 nam zij deel aan de NK Afstanden op de 3000 meter, waar ze als 18e eindigde. Van 2016 tot 2021 was ze actief in het marathonschaatsen.

### Records
Persoonlijke records
| Afstand    | Tijd    | Datum             | Baan       |
| ---------- | ------- | ----------------- | ---------- |
| 100 meter  | 11,52   | 26 december 2015  | Heerenveen |
| 300 meter  | 26,89   | 26 december 2015  | Heerenveen |
| 500 meter  | 40.94   | 26 december 2015  | Heerenveen |
| 700 meter  | 1.05,73 | 12 december 2009  | Groningen  |
| 1000 meter | 1.20,66 | 30 september 2016 | Inzell     |
| 1500 meter | 2.03,26 | 22 januari 2016   | Heerenveen |
| 3000 meter | 4.21,38 | 22 januari 2016   | Heerenveen |
| 5000 meter | 7.26,40 | 17 december 2016  | Heerenveen |

Adegeest · De Boer · Buysman · Duyck · De Gast · Knetemann · F.Markus · Nagengast · Raaijmakers · De Ruiter · Swinkels · Uiterwijk Winkel · Van der Meer · Van Veen · Vollering · De Vuyst · Wiebes
Adegeest · Borgli · Brown · Cavalli · Copponi · Duval · Fahlin · Grossetête · Guazzini · Guilman · Le Net · Muzic · Uttrup Ludwig · Verhulst · Wiel
Adegeest · Brown   · Buysman · Cavalli · Curinier · Demay · Duval · Guazzini · Kraak · Le Net · Molengraaf · Muzic · Uttrup Ludwig · Verhulst · Vigilia · Wiel
Adegeest · Buysman · Chabbey · Curinier · Demay · Duval · Gery · Guazzini · Kraak · Labous · Le Net · Molengraaf · Muzic · Rayer · Vigilia · Vollering · Wiel · Wollaston